# Poisoned Glen
Poisoned Glen (irsk: Crò Nimhe) eller på dansk: Den forgiftede dal, er en glen eller dal beliggende nær Dunlewey i Gweedore, et distrikt i den nordvestlige del af County Donegal i Irland. Den ligger ved siden af Errigal og strækker sig ud over Glenveagh National Park, vendt mod Loch Altan. The Poisoned Glen ligger cirka 40 km fra Letterkenny. Den lille flod Cronaniv Burn løber gennem dalen.

## Etymologi
Ifølge legenden fik den store isudskårne lavning i Poisoned Glen sit navn, da den ældgamle enøjede kæmpekonge af Tory, Balor, blev dræbt her af sit landsforviste barnebarn, Lughaidh, hvorefter giften fra hans øje spaltede klippen og forgiftede dalen. Den mindre interessante sandhed ligger imidlertid i en kartografisk oversættelsesfejl. Lokalbefolkningen blev inspireret til at navngive det An Gleann Neamhe ('Den himmelske Glen'), men da en engelsk kartograf kortlagde området, markerede han det skødesløst An Gleann Neimhe – The Poisoned Glen.

## Kunst og kultur
En række musikere med tilknytning til området har ladet sig inspirere af beliggenheden.  F.eks Clannad-albummet Anam (1990) omfattede et spor med titlen 'Poison Glen', og Altan udgav et album med titlen Gleann Nimhe - The Poison Glen i (2015).